# Superliga 2009/10 (Europa)
Die Superliga 2009/10 war die 17. Saison der Superliga im Tischtennis. Sie dauerte von September 2009 bis März 2010.
Bei den Herren starteten 12 Teams, vier aus der Slowakei, drei aus Tschechien, je zwei aus Österreich und Slowenien sowie eine aus Ungarn. Drei Vierergruppen spielten in einer Hin- und Rückrunde eine Reihenfolge aus. Die Ersten und Zweiten Teams aus diesen Gruppen kämpften dann in einem Play-off-System um die Plätze eins bis sechs. Die restlichen Mannschaften spielten im Play-off-Verfahren die Plätze 7 bis 12 aus.
Bei den Damen waren zwölf Teams gemeldet, fünf aus Österreich, drei aus Ungarn, zwei aus Tschechien sowie je eine aus der Slowakei und Kroatien. In drei Vierer-Gruppen wurde im Modus Jeder gegen Jeden eine Hin- und eine Rückrunde ausgetragen. Danach spielten die Ersten und Zweiten dieser Gruppen um die Plätze 1 bis 6, der Rest um die Plätze 7 bis 12.
Jede Mannschaft stellte zwei Doppelpaarungen und vier Einzelspieler. Es waren zwei Doppel und acht Einzel vorgesehen, welche nach dem Bundessystem ausgetragen wurden. Ein Wettkampf abgebrochen, wenn eine Mannschaft sechs Punkte erreicht hatte.
| Platz | Team                  | Nation | Aktive                                                                        |
| ----- | --------------------- | ------ | ----------------------------------------------------------------------------- |
| 1     | SVS Niederösterreich  | AUT    | Chen Weixing, Michael Pichler, Daniel Habesohn, Stefan Fegerl                 |
| 2     | El Nino Praha/1       | CZ     | Tomas Konecny, Tomas Tregler, Michal Obeslo, Dmitrij Prokopcov                |
| 3     | CVSE Celldömölk       | HUN    | Peter Fazekas, Adam Lindner, Robert Pagonyi, Peter Olbei, Farkas              |
| 4     | KST Robot Mokré Lazce | CZ     | Lubomír Jančařík, Jakub Kleprlik, Ondrej Buba, Viktor Didukh                  |
| 5     | SATEX Bratislava      | SK     | Erik Illas, Yang Xiaofu, Elcin Gasymov, David Karas                           |
| 6     | SKST Bratislava       | SK     | Bai He, Michal Bardon, Martin Guman, Peter Krkoska, Kristian Kobes            |
| 7     | STAVO-IMPEX Holíč     | SK     | Jie Jianwei, Miroslav Zajic, Yang Lei, Patrick Marek, Martin Palcek           |
| 8     | UTTC Stockerau        | AUT    | Stanislaw Fraczyk, Borna Kovac, Adam Pattantyus                               |
| 9     | El Nino Praha/2       | CZ     | Michal Obeslo, Frantisek Obeslo, Petr Kaucky, Tomas Havlik, Michal Zatrepalek |
| 10    | NTK Murska Sobota     | SLO    | Gregor Kocuvan, Jan Zibrat, Tomaz Roudi                                       |
| 11    | NTK Kema Puconci      | SLO    | Zvonko Plohl, Mitja Horvat, Bojan Roposa                                      |
| 12    | RACA Bratislava       | SK     | Tomas Sereda, Zoltan Lelkes, Andrej Slovacik                                  |

| Platz | Team                                  | Nation | Aktive                                                                                             |
| ----- | ------------------------------------- | ------ | -------------------------------------------------------------------------------------------------- |
| 1     | Linz AG Froschberg                    | AUT    | Iveta Vacenovská, Liu Jia, Monika Führer, Sofia Polcanova                                          |
| 2     | LZ Linz-Froschberg                    | AUT    | Liu Yuan, Kateřina Pěnkavová, Martina Petzner, Anelji Lupulescu                                    |
| 3     | Budaörsi SC 2i                        | HUN    | Szandra Pergel, Krisztina Szvitan, Mariann Juhasz, Ema Recko, Adrienn Szentkeressy-Kovacs          |
| 4     | SVS Niederösterreich                  | AUT    | Li Qian Bing, Judit Herczig, Valentina Popová, Andrea Kubrikova, Veronika Heine                    |
| 5     | SKST Topvar Topolcany                 | SK     | Barbora Balážová, Iveta Klacanska, Alena Kudelova, Yang Xiao                                       |
| 6     | SKST Hodonin                          | CZ     | Hana Matelová, Alena Vachovcová, Ivana Pelcmanova                                                  |
| 7     | MSK CP Břeclav                        | CZ     | Renáta Štrbíková, Kristyna Mikulcova                                                               |
| 8     | TTC Villach                           | AUT    | Alena Kmotorkova, Viera Majercikova, Jana Medrikova                                                |
| 9     | Szekszárd AC                          | HUN    | Liu Siyu, Iryna Motsyk, Edina Toth, Judit Wittinger                                                |
| 10    | Asztalitenisz Sportegyesület Orosháza | HUN    | Kata Toth, Zsuzsanna Vegh, Melinda Ciurcui                                                         |
| 11    | STK Mladost Zagreb                    | CRO    | Mateja Jeger, Mirna Tomic, Josipa Zajec, Ida Jazbec                                                |
| 12    | UTTV Pinkafeld                        | AUT    | Anita Nyitrai, Adriana Brunaiova, Christiana Kont, Paulina Narkiewicz, Monika Juric, Kateryna Wolf |

- AUT = Österreich
- CRO = Kroatien
- CZ = Tschechien
- HUN = Ungarn
- SK = Slowakei
- SLO = Slowenien